# Gerichtsbezirk Civezzano
Der Gerichtsbezirk Civezzano war ein dem Bezirksgericht Civezzano unterstehender Gerichtsbezirk in der Gefürsteten Grafschaft Tirol. Der Gerichtsbezirk im Trentino gehörte zum Bezirk Trient und umfasste Gebiete nordwestlich von Trient. Nach dem Ersten Weltkrieg musste Österreich den gesamten Gerichtsbezirk an Italien abtreten.

## Geschichte
Der Gerichtsbezirk Civezzano wurde durch eine 1849 beschlossene Kundmachung der Landes-Gerichts-Einführungs-Kommission geschaffen und umfasste ursprünglich die vier Gemeinden Albiano, Civezzano, Fornace und Pinè.
Der Gerichtsbezirk Civezzano bildete im Zuge der Trennung der politischen von der judikativen Verwaltung
ab 1868 gemeinsam mit den Gerichtsbezirken Cembra, Lavis, Pergine und Mezolombardo, Trient und Vezzano den Bezirk Trient.
Der Gerichtsbezirk Civezzano wies 1869 eine Bevölkerung von 10.094 Personen auf.
Der Gerichtsbezirk Mezolombardo wurde per 1. August 1906 vom Bezirk Trient abgespalten und zum eigenständigen Bezirk Mezolombardo erhoben.
1910 wurden für den Gerichtsbezirk 9.669 Personen ausgewiesen, von denen 12 Deutsch (0,1 %) und 9.567 Italienisch oder Ladinisch (98,9 %) als Umgangssprache angaben.
Durch die Grenzbestimmungen des am 10. September 1919 abgeschlossenen Vertrages von Saint-Germain wurde der Gerichtsbezirk Civezzano zur Gänze Italien zugeschlagen.

## Gerichtssprengel
Der Gerichtssprengel umfasste 1910 die sechs Gemeinden Baselga di Piné, Bedollo, Civezzano, Fornace, Lona-Lases und Miola.